# كاش تاكسي

شعار الموسم الثاني من البرنامج

كاش تاكسي برنامج مسابقات واسئلة المعلومات العامة، عرض على مدى موسمين بين عامي 2007 و 2008 خلال
شهر رمضان المبارك على قناة ام بي سي 1.
قدمه الفنان الشاب السعودي هشام عبد الرحمن وتم تسجيل 60 حلقة، مدة كل واحدة نصف ساعة في مدينة القاهرة. البرنامج هو النسخة العربية من البرنامج
البريطاني "Cash Cab".

## فكرة البرنامج
يقوم هشام عبد الرحمن بدور سائق سيارة أجرة، الذي يجول مختلف شوارع القاهرة باحثا عن ركاب ليقوم بتوصيلهم إلى وجهتهم المطلوبة. خلال المشوار، يقوم بطرح عدة أسئلة على الراكب يتراوح عددها حسب بعد المكان الذي تم تحيده في بداية الرحلة. ولكن المسابقة مؤلفة من خمسة عشر سؤالا موزعة على ثلاثة مجموعات على الشكل التالي:
- المجموعة الأولى: خمس أسئلة، قيمة كل واحد 10 دولارات، وهي غالبا سهلة؛
- المجموعة الثانية: خمس أسئلة، قيمة كل واحد 50 دولار أمريكي، وهي متوسطة الصعوبة؛
- المجموعة الثالثة: خمس أسئلة، قيمة كل واحد 100 دولار أمريكي، وهي صعبة؛

إذا اجاب الراكب على الخمسة عشرة سؤالا، تبدأ مجموعة جديدة من الأسئلة قيمة كل إجابة صحيحة 500 دولار أمريكي. كما يعطى للمتسابق ثلاثة فرص للخطأ، إذا استهلكها، يخسر كل المبلغ الذي حصل عليه حتى ذلك الحين ويتم تنزيله من السيارة دون توصيله إلى المكان المستهدف وأخذ راكب جديد وبدأ لعبة جديدة.
و لدى المتسابق وسيلتان للمساعدة، يمكن استعمالهما لمرة واحدة فقط عندما يحتاج أو يكون لديه شك في الجواب وهما:
- الاتصال بصديق: وذلك عبر استخدام هاتفه الجوال؛
- سؤال أحد المارة: يقوم هشام بتوقيف السيارة لكي يسأل المتسابق شخصا ما، ممن يسيرون في الطريق، ربما لديه الجواب الصحيح.

## السيارة
في الموسم الأول تم استخدام سيارة اجرة عادية مثل كل السيارة لتي تعمل في مدينة القاهرة. في الموسم الثاني استعملت سيارة من نوع "الفان"، مرفهة ومريحة أكثر وانسب للتصوير.